# Doro Pesch
Pour les articles homonymes, voir Pesch.
Doro Pesch est une chanteuse allemande. Elle commence sa carrière en 1982. Elle est connue sous le simple nom Doro, et est également souvent surnommée « Metal Queen ».

## Biographie

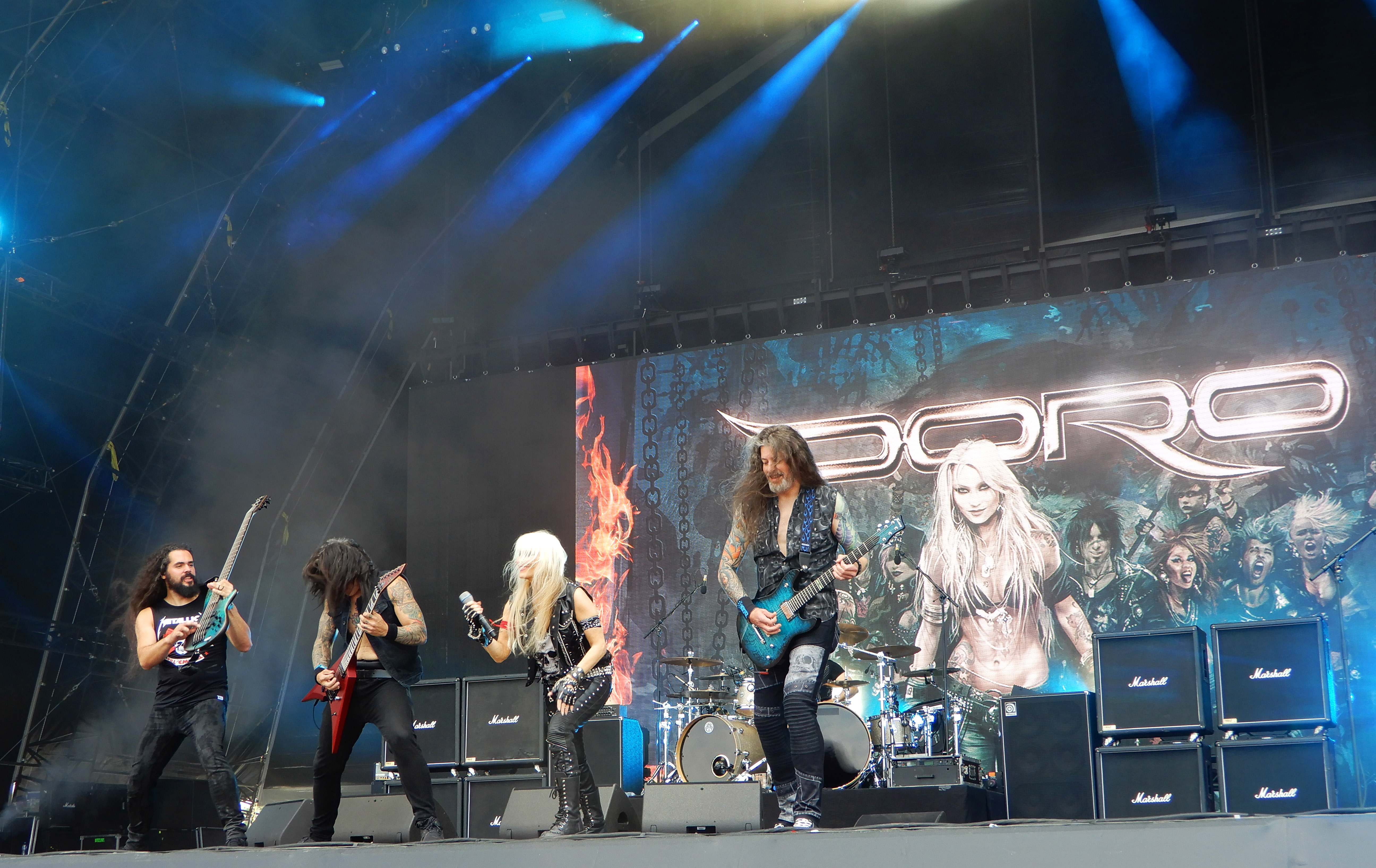
Doro au Hellfest 2022

Doro Pesch est née le 3 juin 1964 à Düsseldorf. En 1982, elle fonde son groupe de heavy metal : Warlock. Leur troisième album, True as Steel, reçoit de très bonnes critiques et lance leur carrière. À la suite de la sortie du quatrième album de Warlock, en 1987, Doro Pesch poursuit sa carrière sous le nom de Doro, le nom de Warlock ne pouvant plus être exploité pour des raisons de droits (droits qui lui ont d'ailleurs été récemment attribués).
En 2009, elle écrit et interprète la chanson We Are the Metalheads pour le 20e anniversaire du festival de metal Wacken Open Air, et qui en deviendra l'hymne officiel. Elle reviendra l'année suivante pour l’interpréter avec le cover band Skyline ainsi que d'autres chansons.
Sur le DVD 25 Jahre in Rock, sorti en 2010, elle chante avec Klaus Meine la chanson des Scorpions Rock You Like a Hurricane. Rudolf Schenker (Scorpions) joue l'une des guitares électriques.
Lors de la tournée européenne The Wörld Is Ours 2010 de Motörhead, Pesch et son groupe se sont produits en première partie. Pendant le concert de Motörhead, elle a chanté en duo avec Lemmy Kilmister la chanson Born to Raise Hell. Lors de son 30e anniversaire sur scène dans le cadre du Wacken Open Air 2013, elle interprète la chanson All We Are avec Sabaton, Uli Jon Roth, Eric Fish, Phil Campbell, Chris Boltendahl et les cornemuses de Corvus Corax. En 2017, elle sort Für immer, son premier album en allemand.
Lors du 2e Zeltfestival Rhein-Neckar en juin 2017 à Mannheim, Doro fait la connaissance du musicien de jazz et comédien Helge Schneider, qui y a également fait une apparition. Doro enregistre ensuite avec Schneider la chanson Backstage to Heaven en studio d'enregistrement, sur laquelle Helge Schneider joue du saxophone, et qui se trouve sur le double album de Doro Forever Warriors / Forever United, sorti en août 2018.
Le 28 août 2022, Doro se produit au ZDF-Fernsehgarten dans le cadre d'une édition de l'émission télévisée Rock im Garten avec les deux chansons All We Are et Raise Your Fist, aux côtés de groupes comme Kissin' Dynamite, Bonfire, Saltatio Mortis, The Rasmus, The Baseballs et Visions of Atlantis.
En 2023, elle réitère son anniversaire de scène pour ses 40 ans au Wacken Open Air, où elle a accueilli entre autres Hansi Kürsch (Blind Guardian), Mikkey Dee (anciennement Motörhead, aujourd'hui Scorpions), Phil Campbell (Phil Campbell and the Bastard Sons / Motörhead), Chris Caffery (TSO), Udo Dirkschneider, Joey Belladonna (Anthrax), Sammy Amara (Broilers), Michael Robert Rhein (In Extremo), Sabina Classen (Holy Moses) et Uli Jon Roth soutiennent Pesch, 59 ans, en tant qu'invités spéciaux,,. 
Le 21 mai 2024, à l'occasion de ses 40 ans de scène et deux semaines avant son 60e anniversaire, Doro Pesch signe le Livre d'or de sa ville natale et de Düsseldorf, en présence du maire Stephan Keller. Au cours de la cérémonie, Doro interprète une version acoustique live de son hit All We Are de 1987 avec le guitariste Zibby Krebs.

## Vie personnelle
Doro Pesch vit en Floride et à New York. Après les attentats du 11 septembre 2001, elle quitte l'appartement qu'elle occupe à l'époque, situé dans le quartier de Battery Park City, près du World Trade Center, car l'immeuble d'habitation n'est plus sûr en raison de sa vétusté.

## Discographie

### Albums studio
- 1984 : Burning the Witches
- 1985 : Hellbound
- 1986 : True As Steel
- 1987 : Triumph and Agony
- 1989 : Force Majeure
- 1990 : Doro
- 1991 : True at Heart
- 1993 : Angels Never Die
- 1995 : Machine II Machine
- 1998 : Love Me in Black
- 2000 : Calling the Wild
- 2002 : Fight
- 2006 : Warrior Soul
- 2009 : Fear No Evil
- 2012 : Raise Your Fist
- 2014 : Powerful Passionate Favorites
- 2016 : Strong and Proud
- 2018 : Forever Warriors, Forever United
- 2023 : Conqueress – Forever Strong and Proud